# Zach Roerig
Zachary George "Zach" Roerig /rɔːrɪɡ/ (sinh ngày 22 tháng 2 năm 1985) là một diễn viên Mỹ nổi tiếng với vai diễn Casey Hughes của As the World Turns, Hunter Atwood trong One Life to Live, và Matt Donovan trong The Vampire Diaries.
Roerig sinh ra ở Montpelier, Ohio, cha mẹ là Andrea và Dan Roerig. Anh cũng có một em gái tên là Emily sinh năm 1989. Roerig theo học Trường Diễn xuất và Người mẫu Barbizon ở Cleveland và tiếp tục tham gia vào Hiệp hội Người mẫu và tài năng quốc tế mà anh đã ký với người quản lý tài năng quá cố của mình. Ang tốt nghiệp Trường trung học Montpelier, nơi anh vừa là một cầu thủ bóng bầu dục và một đô vật.